# Hind (Vorname)
Hind (arabisch: هند) ist ein weiblicher Vorname.

## Herkunft und Bedeutung
Der Name bedeutet möglicherweise auf Arabisch Kamelgruppe. Hind bint Abi Umayyah, auch bekannt als Umm Salama, war eine der Frauen des Propheten Mohammed.
Dies ist auch der arabische Name für das Land Indien.

## Bekannte Namensträgerinnen
- Hind Dehiba Chahyd (* 1979), französische Mittelstreckenläuferin marokkanischer Herkunft
- Hind bint ʿUtba, arabische Frau des 6. und 7. Jahrhunderts
- Hind Rostom (1929–2011), ägyptische Filmschauspielerin
- Hind Laroussi (* 1984), niederländische Sängerin